# Nassau Bay (Papua-Neuguinea)
Die Nassau Bay (in der deutschen Kolonialzeit Nassaubucht genannt) ist eine Bucht an der Südostküste des Huongolfs in der Provinz Morobe von Papua-Neuguinea.
Die Bucht gehört damit zur Salomonensee und ist etwa 5 km breit und etwa 3 km tief. Südlich begrenzt das Cape Dinga die Bucht. Südlich des Kaps schließt sich die Sachsen Bay an. Nördlich läuft die Bucht in Richtung der Bitoi-River-Mündung aus und mit Lababia-Island gibt es dort auch eine vorgelagerte Insel. In der Gegend um die Bucht befinden sich die Ortschaften Lababia, Bitoi und die zuvor militärisch genutzte Basis 1.
Ab 1899 war die Gegend um die Bucht Teil der deutschen Kolonie Neuguinea und kam 1920 unter australische Mandatsverwaltung.
Im Zweiten Weltkrieg wurde die Gegend um die Nassau Bay von japanischen Streitkräften besetzt. Als Auftakt des alliierten Salamaua-Lae-Feldzugs (englisch Salamaua–Lae campaign) landete in der Nacht von 29. auf den 30. Juni 1943 das amerikanische 162. Infanterieregiment in der Bucht, um diese für den weiteren Angriff auf den japanischen Stützpunkt in Salamaua als Nachschubbasis zu sichern.